# Abel Friedrich von Tettau

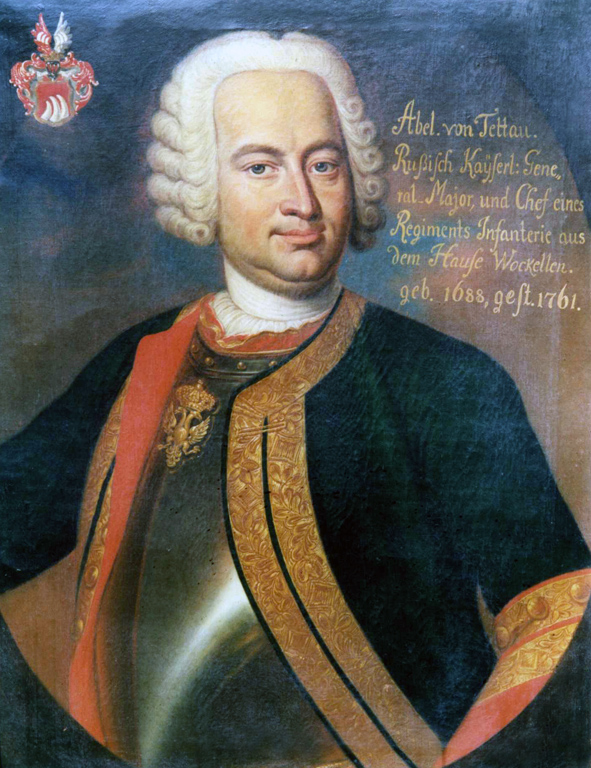
Abel Friedrich von Tettau

Abel Friedrich von Tettau (* 20. Dezember 1688; † 1. Juli 1761 in Archangelsk) war ein russischer Generalleutnant und Oberkommandant von Archangelsk.

## Leben

### Herkunft und Familie
Abel Friedrich von Tettau war Angehöriger des preußischen Adelsgeschlechts von Tettau. Seine Eltern waren der Erbherr auf Wokellen (heute Teil der Gmina Górowo Iławeckie) Abel von Tettau (1654–1715) und Sophia Elisabeth, geborene von Hoverbeck († 1717). Er vermählte sich 1732 in Wien in erster Ehe mit Catharina Dorothea von Harpprechtstein (1703–1747), einer Tochter von Stephan Christoph Harpprecht von Harpprechtstein (1676–1735). Eine zweite Ehe ging er 1754 mit Maria Elisabeth, geborene van der Hulst, verwitwete von Gulitz († 1780) ein. Sein Sohn Johann Stephan Abel von Tettau (1734–1823) war preußischer Landrat.

### Werdegang
Tettau trat 1705 als Kadett in das Dohnasche Regiment in Pillau ein. 1707 wechselte er als Fähnrich in hessen-kasselschen Dienst. Dort nahm er an allen Schlachten und Belagerungen des Spanischen Erbfolgekrieges in den Niederlanden teil. Nach dem Frieden von Utrecht trat er 1713 erneut in preußische Dienste und nahm am Feldzug gegen Schweden teil. 1729 nahm er seinen Abschied und begab sich nach Wien, von wo er sich 1730 in russischen Armeedienst begab und Hauptmann einer Leibgarde mit Garnison in Moskau wurde. Er avancierte 1735 in St. Petersburg zum Oberst und wurde zum Direktor und Kommandeur des adligen Kadettenhauses ernannt. Aus letzterer Stellung wurde er 1741 wegen Intrigen entlassen. Durch Vermittlung des Reichskanzlers Graf Bestuschew (1664–1742) wurde er 1747 als Generalmajor wieder eingestellt. 1755 erhielt er seine Beförderung zum Generalleutnant und die Ernennung zum Oberkommandanten von Archangelsk.